# سفارة بولندا في واشنطن العاصمة
سفارة بولندا في الولايات المتحدة هي التمثيلية الرسمية وسفارة بولندا في الولايات المتحدة.

## مقالات ذات صلة
- سفارة بولندا في موسكو
- سفارة بولندا في بكين
- سفارة بولندا في لندن